# Marita Ulvskog
Marita Elisabet Ulvskog, född Ström 4 september 1951 i Luleå, är en svensk politiker (socialdemokrat) och före detta journalist och chefredaktör. Hon var tidigare civilminister (1994–1996) och kulturminister (1996–2004) i socialdemokratiska regeringar, partisekreterare för socialdemokraterna 2004–2009 samt ordinarie riksdagsledamot 1998–2009, invald för Dalarnas läns valkrets. 2009–2019 var hon Europaparlamentariker.

## Biografi
Ulvskog är uppväxt i en arbetarfamilj i Norrbotten. Som ung var hon medlem i bland annat FNL-grupperna som engagerade sig mot USA:s krig i Vietnam, i Clarté och i KFML.

### Tidig politisk karriär
I en intervju i Dagens Nyheter 1997 beskrev Ulvskog hur hon upplevde det borgerliga segerruset i Stockholmsnatten efter den socialdemokratiska valförlusten 1976: ”Det kändes nästan som en statskupp”. Efter denna förlust blev hon medlem i det socialdemokratiska partiet. 
Hon var under ett antal år Ingvar Carlssons pressekreterare när han var vice statsminister och därefter statsminister. Hon var chefredaktör och ansvarig utgivare för tidningen Dala-Demokraten från 1990 till 1994.

### Statsråd
I oktober 1994 utsågs Marita Ulvskog till civilminister, tillika konsumentminister, av Ingvar Carlsson. Bland annat lade hon fram den första konsumentpolitiska propositionen efter det svenska EU-inträdet och hon ledde den priskommission som skulle verka för att hålla nere prisökningarna. Hon inledde det långvariga utrednings- och propositionsarbete som slutligen resulterade i att ingen längre föds in i Svenska kyrkan och att den statskyrkoordning som gällt alltsedan Gustav Vasa upphörde.
I mars 1996 utsågs Ulvskog till kulturminister när Göran Persson blev statsminister. Hösten samma år lade hon fram propositionen Kulturpolitik (prop. 1996/97:67) som var den första heltäckande kulturpropositionen sedan riksdagen beslutade om 1974 års kulturpolitik. De kulturpolitiska målen fick en tidsenligare utformning men grunden var densamma: Kultur för alla. I åtta budgetpropositioner, från 1996 till 2003, följde sedan en rad reformer, bland annat införandet av en bibliotekslag som fastslår alla medborgares rätt till ett folkbibliotek, fri entré till statliga museer, nya tryggare anställningsformer för skådespelare, ett nytt barnboksstöd, sänkt bokmoms, fler konstnärsgarantier, nya pengar till filmen osv. Som kulturminister lade hon även fram ett antal propositioner rörande mediepolitiken och stärkandet av public service. Hon ansvarade även för teknikskiftet från analog till digital distribution av television i marknätet. Hon tillsatte en utredning om ägarkoncentration på mediemarknaden som bland annat föreslog att undantaget i konkurrenslagstiftningen gällande medieföretag skulle tas bort. På den punkten lyckades hon dock inte få en blocköverskridande majoritet i riksdagen och valde därför att inte lägga fram någon proposition.

### Partisekreterare
Efter arton år i regeringskansliet – tio av dem som statsråd – tillträdde Marita Ulvskog den 10 september 2004 som socialdemokratisk partisekreterare, och efterträdde därmed Lars Stjernkvist. Hon lämnade samtidigt posten som kulturminister, tog även sin riksdagsplats i aktiv besittning, fick plats i utrikesnämnden och utsågs till ledamot av grundlagsutredningen som avslutade sitt arbete i januari 2009. 

### Europaparlamentariker

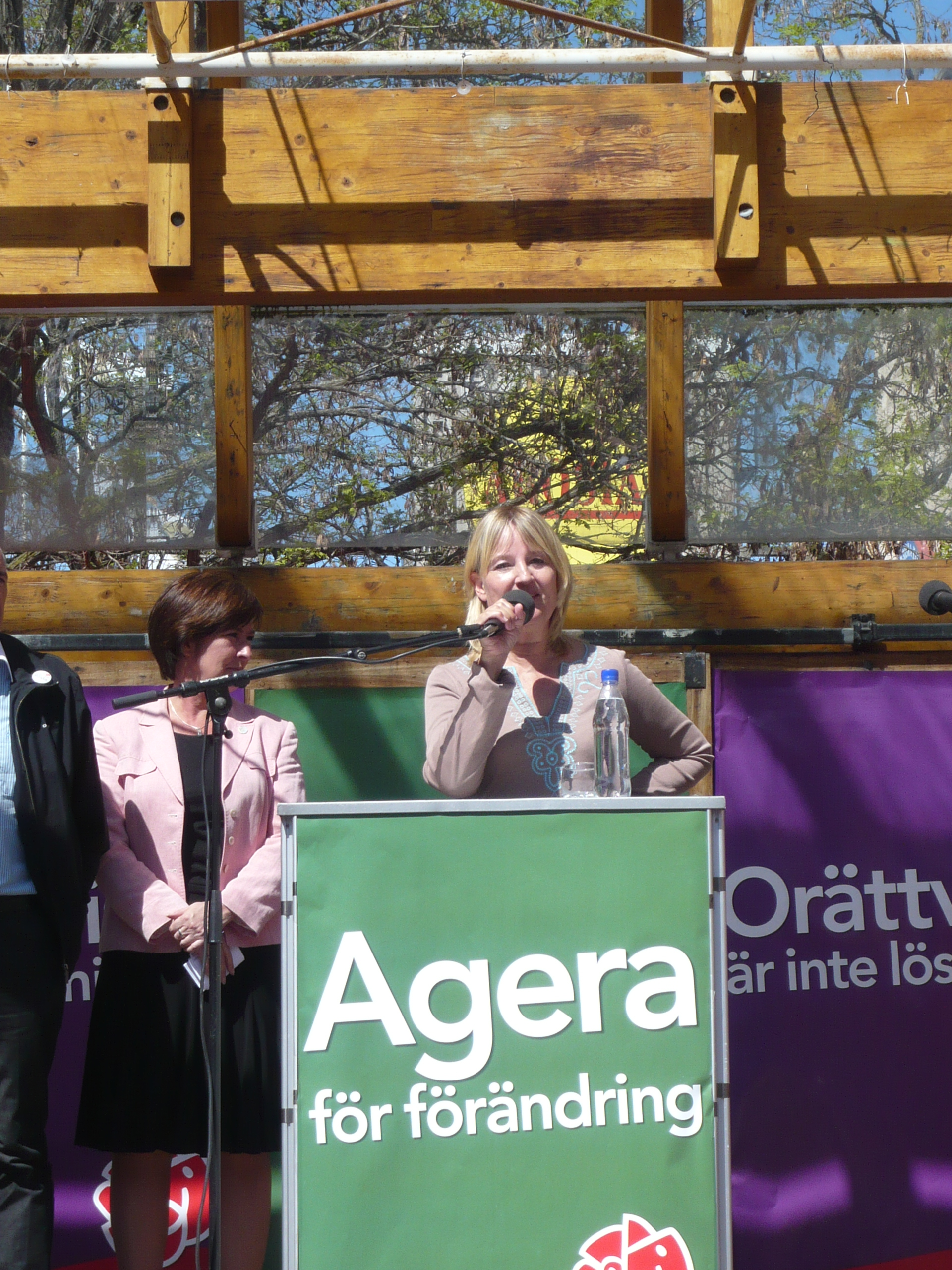
Marita Ulvskog i Västerås (2009)

Våren 2009 lämnade Marita Ulvskog posten som partisekreterare sedan hon blivit Socialdemokraternas toppnamn i Europaparlamentsvalet 2009. Hon blev invald och utsedd till delegationsledare för de svenska socialdemokraterna i Europaparlamentet. Under de tre första åren av mandatperioden 2009–2014 var Marita Ulvskog vice ordförande i Gruppen progressiva socialdemokrater, den näst största partigruppen i EU-parlamentet. Hon var ordinarie ledamot i industriutskottet, krisutskottet och suppleant i utskottet för miljö och hälsa. Som vice ordförande hade hon uppdraget att samordna miljö-, industri- och transportutskotten.
Efter att hon blev omvald i Europaparlamentsvalet 2014 tjänstgjorde hon bland annat som vice ordförande (och tillförordnad ordförande) i sysselsättnings- och sociala utskottet i EU-parlamentet, där hon bland annat ledde förhandlingarna om det så kallade utstationeringsdirektivet och regelverket mot cancerogena ämnen i arbetsmiljöer. Under en period var hon även verksam i Europaparlamentets handelsutskott. Hon var ledamot av transportutskottet från 2018. Hon var även vice ordförande i EU-parlamentets Palestinadelegation och ersättare i USA-delegationen.
Sedan 2017 var hon vice ordförande i Europeiska Socialdemokratiska partiet (ESP/PES). 2018 blev hon ordförande i Olof Palmes internationella center.
Ulvskog kandiderade inte för omval till Europaparlamentet 2019.

### Ställningstaganden
Ulvskog anses tillhöra vänsterfalangen inom Socialdemokraterna och har en uttalat EU-kritisk profil. Hon röstade dock för Lissabonfördraget.
Hon tog en hård debatt om bonusarna i näringslivet 1996 då hon upptäckt att dåvarande Astrachefen Håkan Mogren fått högre bonus trots att företaget gjort ett sämre resultat. 
Efter avslöjandet att medlemmar inom Liberala ungdomsförbundet (LUF) via falsk identitet loggat in på Socialdemokraternas intranät strax innan valet 2006 jämförde Ulvskog dåvarande folkpartiledaren Lars Leijonborg med en våldtäktsman som skyller sina övergrepp på offret, men detta uttalande tog hon senare tillbaka.

### Privatliv
Marita Ulvskog är sedan 1973 gift med läraren Mats Ulvskog (född 1945).